# Terry-Thomas
Terry-Thomas, cuyo nombre real era Thomas Terry Hoar Stevens, fue un  actor de comedia inglés. Nació  en Finchley, Londres, el 10 de julio de 1911 y falleció en Godalming Surrey el 8 de enero de 1990 afectado de la enfermedad de Parkinson.

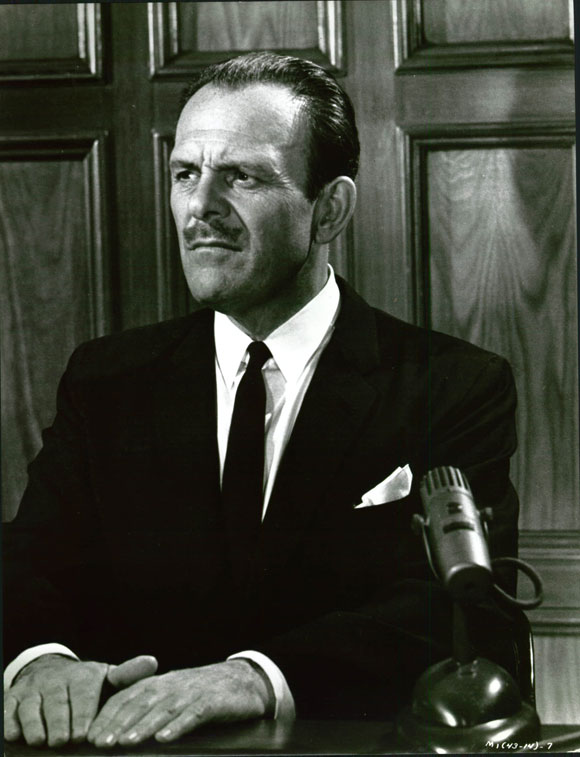
Terry-Thomas en Cómo matar a la propia esposa.

## Filmografía parcial
- ¿Cuál de las 13? (1969)
- Cómo matar a la propia esposa
- Diabolik
- Spanish Fly
- Un atraco de ida y vuelta
- Gli eroi, de Duccio Tessari
- Ella... Ellos.. y la ley
- La grande vadrouille
- Robin Hood (voz) (1973)
- Those Magnificent Men in their Flying Machines
- El mundo está loco, loco, loco
- Blue Murder at St Trinian's (1957)